# Ostrov Hrabryj
Ostrov Hrabryj (englische Transkription von russisch Остров Храбрый Ostrow Chrabry, deutsch ‚Mutige Insel‘) ist eine kleine Insel vor der Küste des ostantarktischen Enderbylands. Sie liegt zwischen den Boobyalla-Inseln und Wattle Island.
Russische Wissenschaftler benannten sie. Der weitere Benennungshintergrund ist nicht überliefert.